# Cyanopterus piceus
Cyanopterus piceus är en stekelart som beskrevs av Josef Fahringer 1935. Cyanopterus piceus ingår i släktet Cyanopterus och familjen bracksteklar. Inga underarter finns listade i Catalogue of Life.